# Сивер, Сергей Викторович
Сивер Сергей Викторович (24 июля 1962) — российский военачальник, генерал-лейтенант, заместитель командующего Ракетными войсками стратегического назначения РФ (2019—2020). Начальник Военной академии РВСН имени Петра Великого (2016—2019).

## Образование
- Ростовское высшее военное командно-инженерное училище (1984 г.)
- Командный факультет Военной академии РВСН имени Петра Великого (2000 г.)
- Военная академия Генерального штаба Вооруженных сил Российской Федерации (2004 г.)

## Биография
Родился в г.Тихорецке Краснодарского края.
В Вооружённых Силах СССР с 1979 года.
В период с 1984 по 1998 год служил в Ракетных войсках на следующих должностях: инженер группы, начальник расчета, начальник отделения, заместитель командира группы пуска, командир группы пуска, заместитель командира полка по боевому управлению, начальник штаба полка, командир полка, начальник штаба ракетной дивизии (г. Барнаул).
С 2004 года — 2006 год — командир 29-й гвардейской ракетной Витебской ордена Ленина Краснознамённой дивизии (В/ч 59968) 33-й гвардейской ракетной армии (г. Иркутск).
В ноябре 2005 г. с космодрома Плесецк боевым расчетом дивизии был успешно проведен учебно-боевой пуск ракетного комплекса «Тополь». По итогам 2005 г. 29 рд была признана лучшей дивизией сокращенного состава.
С 2006 года — 2010 год — начальник штаба, первый заместитель командующего 31-й ракетной армии (г. Оренбург).
С 2010 года — 2016 год — командующий 27-й гвардейской ракетной армии (г. Владимир)
Указом Президента Российской Федерации от 12.06.2013 г. № 556 генерал-майору Сиверу Сергей Викторовичу присвоено воинское звание «генерал-лейтенант».
С 2016 года — 2019 год — начальник Военной академии имени Петра Великого
С 2019 года — 2020 год — заместитель командующего Ракетными войсками стратегического назначения Российской Федерации.
В ноябре 2020 года генерал-лейтенант Сивер Сергей Викторович уволен с военной службы заместителя командующего Ракетными войсками стратегического назначения РФ в связи с вынесением ему обвинительного приговора в совершении преступления, предусмотренного ч. 1 ст. 285 УК РФ (злоупотребление должностными полномочиями).
Установлено, что в августе 2016 года Сивер, занимая должность начальника федерального государственного казенного военного образовательного учреждения высшего образования «Военная академия Ракетных войск стратегического назначения имени Петра Великого» Министерства обороны Российской Федерации, для выполнения своих личных поручений незаконно освободил от исполнения служебных обязанностей ведущего инженера научно-исследовательского отдела Василия Бугая. Несмотря на неисполнение им обязанностей по занимаемой должности, ему до июля 2019 года регулярно начислялись заработная плата и премии.
Кандидат военных наук.
Заслуженный военный специалист Российской Федерации.

## Награды
- Орден За военные заслуги
- Орден Почёта
- Медаль За боевые заслуги
- Медаль 70 лет Вооружённых Сил СССР
- Медаль За отличие в военной службе 1 и 2 степеней
- Медаль За безупречную службу 3 степени
- Медаль За участие в военном параде в День Победы
- Медаль За заслуги в укреплении государственной системы защиты информации 2 степени
- Медаль 100 лет профсоюзам России